# Senecio leucanthemifolius
Senecio leucanthemifolius ist eine Pflanzenart aus der Gattung Greiskräuter (Senecio) innerhalb der Familie der Korbblütler (Asteraceae).

## Beschreibung

### Vegetative Merkmale
Senecio leucanthemifolius ist ein einjährige krautige Pflanze, die in der Unterart Senecio leucanthemifolius subsp. leucanthemifolius Wuchshöhen von 5 bis 30 Zentimetern erreicht. Die bei der Unterart Senecio leucanthemifolius subsp. leucanthemifolius meist fleischigen Blätter sind spatelig oder elliptisch und ungeteilt bis schwach gelappt. Die oberen Laubblätter können manchmal auch nur einfach gelappt sein. Die Abschnitte sind vorwärts gerichtet, länglich oder dreieckig.

### Generative Merkmale
Die Blütezeit reicht von März bis Mai. Es sind 4 bis 20 äußere Hüllblätter vorhanden.

## Ökologie
Bei Senecio leucanthemifolius handelt es sich um einen Schaft-Therophyt.

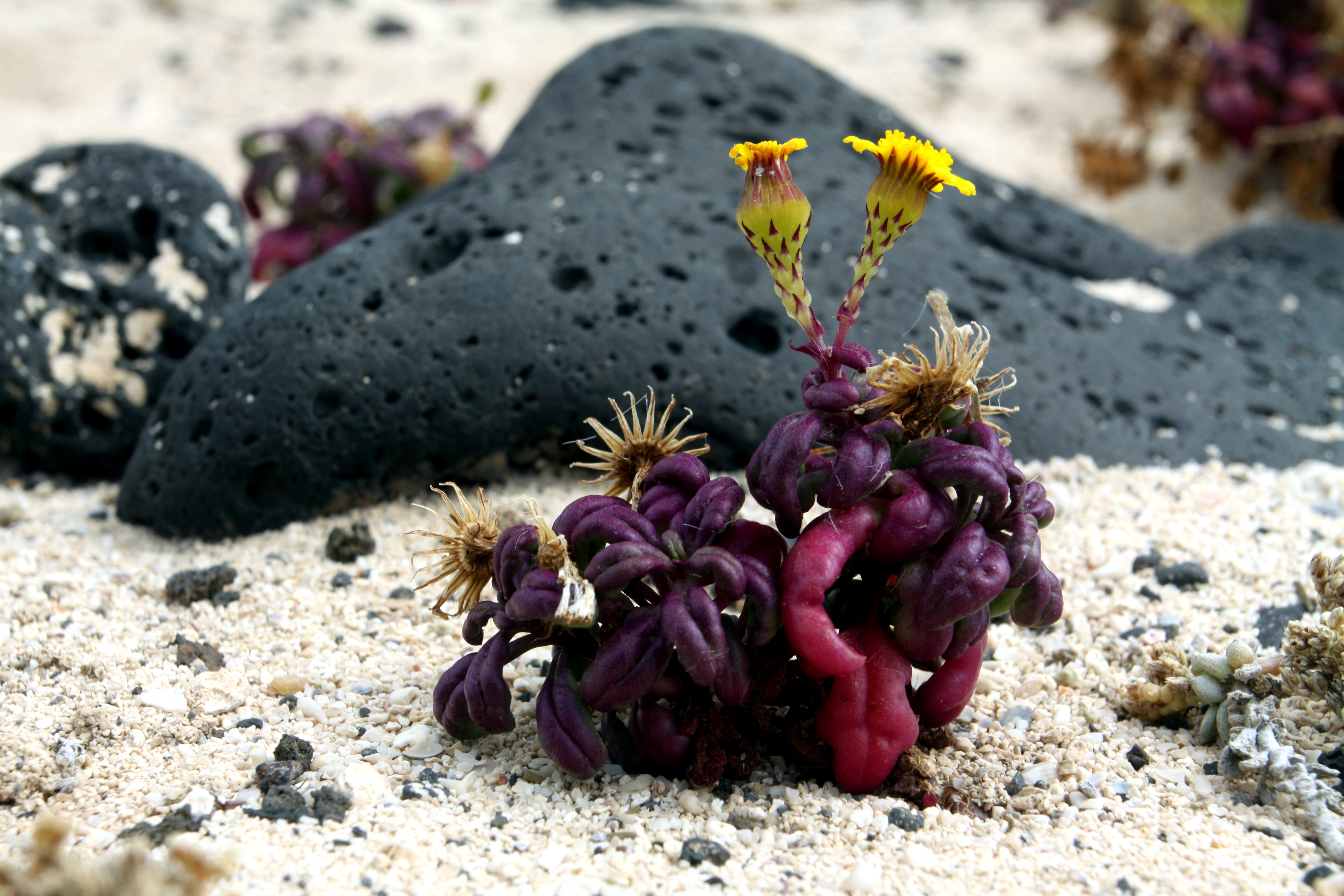
Senecio leucanthemifolius

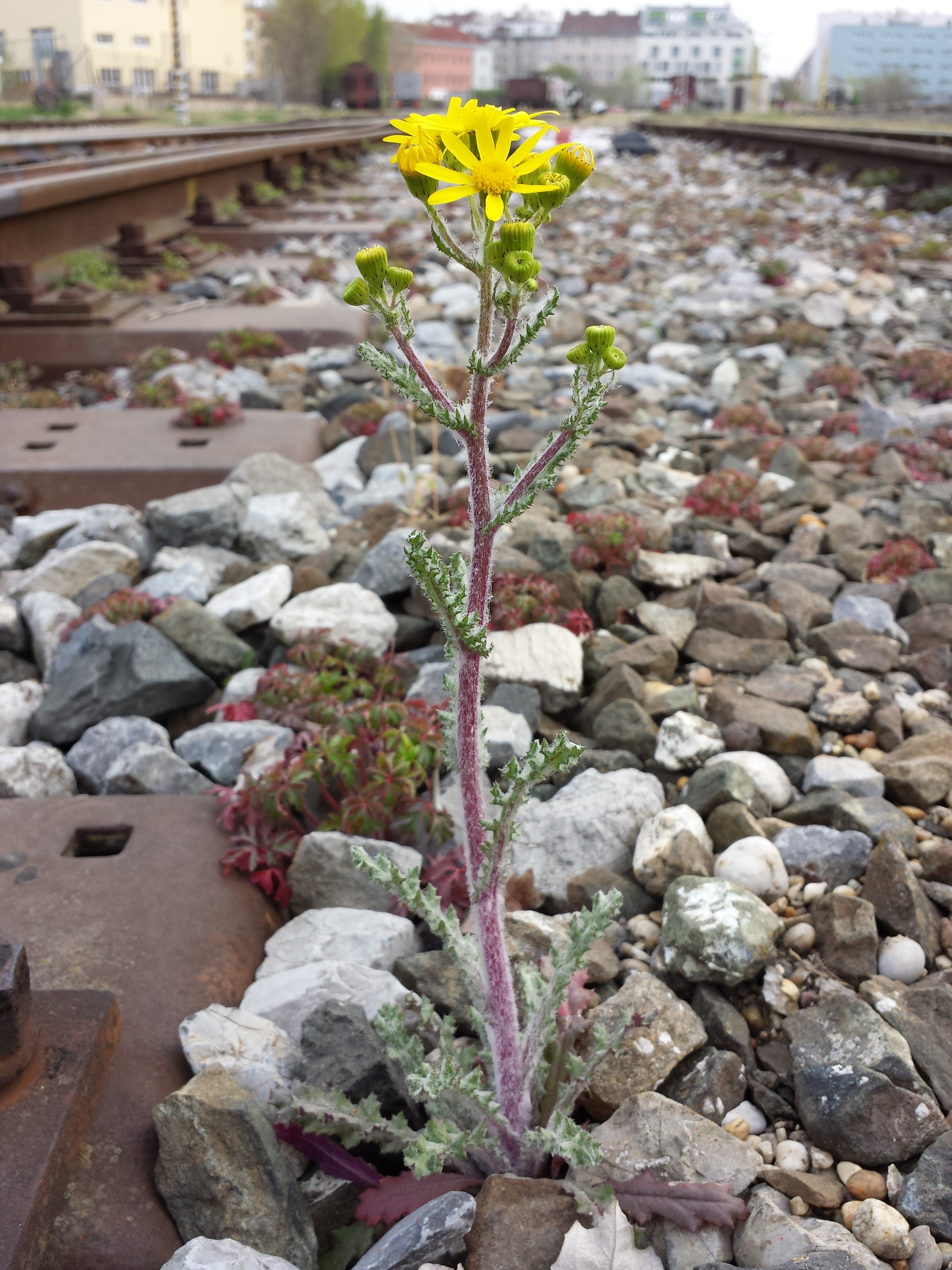
Frühlings-Greiskraut (Senecio leucanthemifolius subsp. vernalis)

## Vorkommen
Senecio leucanthemifolius kommt hauptsächlich im (westlichen) Mittelmeerraum vor. Senecio leucanthemifolius wächst auf Kalkfelsen, Kalkschutthalden sowie Sand- und Felsküsten. Die Unterart Senecio leucanthemifolius subsp. vernalis ist in Europa und Vorderasien weiter verbreitet und in zahlreichen Ländern ein Neophyt.

## Systematik
Die Erstveröffentlichung von Senecio leucanthemifolius erfolgte 1789 durch Jean Louis Marie Poiret in Voy. Barbarie, 2, S. 238. Synonyme für Senecio leucanthemifolius Poir. nom. cons. sind: Senecio aegadensis C.Brullo & Brullo, Senecio apulus Ten., Senecio caroli-malyi Horvatić, Senecio crassifolius Willd., Senecio crassifolius subsp. marmorae (Moris) Nyman, Senecio humilis Desf., Senecio incrassatus Guss. non Lowe, Senecio marmorae Moris, Senecio pygmaeus DC., Senecio leucanthemifolius subsp. cossyrensis (Lojac.) C.Brullo & Brullo, Senecio leucanthemifolius var. cossyrensis Lojac., Senecio leucanthemifolius subsp. crassifolius (Willd.) Ball, Senecio leucanthemifolius subsp. humilis (Desf.) Murb., Senecio leucanthemifolius subsp. pectinatus (Guss.) C.Brullo & Brullo, Senecio leucanthemifolius var. pectinatus Guss.
Je nach Autor gibt es von Senecio leucanthemifolius mehrere Unterarten:
- Senecio leucanthemifolius Poir. subsp. leucanthemifolius: Sie kommt auf den Kanarischen Inseln, auf den Balearen, auf Korsika, in Nordafrika, Südeuropa und Vorderasien vor.[1]
- Senecio leucanthemifolius subsp. caucasicus (DC.) Greuter (Syn.: Senecio vernalis var. caucasicus DC.): Sie kommt in Aserbaidschan, Armenien, Georgien und Russland vor.[1]
- Senecio leucanthemifolius subsp. cyrenaicus (E.A.Durand & Barratte) Greuter (Syn.: Senecio cyrenaicus (E.A.Durand & Barratte) Pamp.): Sie kommt nur in Libyen vor.[1]
- Senecio leucanthemifolius subsp. mauritanicus (Pomel) Greuter (Syn. Senecio mauritanicus Pomel): Sie kommt in Marokko, Algerien, Sardinien, Sizilien und Libyen vor.[1]
- Frühlings-Greiskraut (Senecio leucanthemifolius subsp. vernalis (Waldst. & Kit.) Greuter, Syn.: Senecio vernalis Waldst. & Kit.): Sie kommt ursprünglich in Ungarn, Südost- und Osteuropa, in Westasien, im Kaukasusraum und in Mittelasien vor und ist in zahlreichen weiteren Ländern Europas ein Neophyt.[3]

## Belege
1. 1 2 3 4 5 6 7 8  
Werner Greuter, 2006+: Compositae (pro parte majore). In: W. Greuter, E. von Raab-Straube (ed.): Compositae. Datenblatt Senecio leucanthemifolius In: Euro+Med Plantbase - the information resource for Euro-Mediterranean plant diversity.
2. 1 2 3  
Ralf Jahn, Peter Schönfelder: Exkursionsflora für Kreta. Mit Beiträgen von Alfred Mayer und Martin Scheuerer. Eugen Ulmer, Stuttgart (Hohenheim) 1995, ISBN 3-8001-3478-0, S. 318.
3. ↑  
Senecio vernalis im Germplasm Resources Information Network (GRIN), USDA, ARS, National Genetic Resources Program. National Germplasm Resources Laboratory, Beltsville, Maryland. Abgerufen am 7. Juni 2016.